# 田紫草
田紫草（学名：Lithospermum arvense）为紫草科紫草属的植物。分布于朝鲜、日本、欧洲以及中国大陆的河北、陕西、安徽、黑龙江、辽宁、山东、新疆、浙江、山西、甘肃、江苏、湖北、吉林等地，见于低山草坡、丘陵或田边，目前尚未由人工引种栽培。

## 别名
麦家公（江苏植物名录）